# Blake Clark
Blake Clark (Macon, Georgia, 2 februari, 1946) is een Amerikaans stand-upcomedian en acteur. Hij is een veteraan van de Vietnamoorlog.
Hij studeerde in 1969 af aan het LaGrange College waar hij een graad behaalde voor podiumkunsten.
Clark is veelal te zien in films met acteur Adam Sandler, waaronder The Waterboy, Mr. Deeds, 50 First Dates, Little Nicky, en Grown ups. Ook trad hij op in televisieprogramma's waarin hij onder andere terugkerende rollen had in Home Improvement, Boy Meets World, en in het eerste seizoen van The Drew Carey Show.

## Filmografie
- 1992 - Toys - Hagenstern
- 1992 - Love Potion No. 9 - Agent
- 1994 - The Mask - Murray
- 1998 - The Waterboy - Boer Fran
- 2000 - Little Nicky - Jimmy the Demon
- 2002 - Mr. Deeds - Buddy Ward
- 2004 - 50 First Dates - Marlin Whitmore
- 2004 - The Ladykillers - Voetbalcoach
- 2006 - Car Babes - "Big Len" Davis
- 2007 - Wieners - Mr. Appelbaum
- 2010 - Toy Story 3 - Slinky Dog (stem)
- 2010 - Grown ups - Coach
- 2011 - Rango - Buford (stem)
- 2011 - Hawaiian Vacation - Slinky Dog (stem)
- 2013 - Disney Infinity - Slinky Dog (stem)
- 2019 - Toy Story 4 - Slinky Dog (stem)